# Stranger (песма Хилари Даф)
Stranger је дванаести званично објављен сингл америчке певачице Хилари Даф, али трећи са албума Dignity. Спот је премијерно приказан у на Yahoo! Music-у. Песма је дебитовала 30. маја 2007. године. У популарној америчкој музичкој емисији Total Request Live песма је достигла другу позицију. Спот је снимљен у Лос Анђелесу. У то време Хилари је била прехлађена, али је изјавила да јој то није сметало, јер јој се песма свидела, као и рад са режисером. Изјавила је да је то један од њених најбољих спотова икада.

## Списак песама
1. - 04:10

Шпанско издање
1. - 04:10
2. 07:09

Мексичко издање
1. - 04:10
2. 07:09
3. - 06:46